# Khabab
La ville de Khabab en (arabe خبب) se situe dans le Sud de la Syrie dans les plaines verdoyantes de Hauran. Au sud-est de Khabab se trouve la région de « Loujat Khabab » dit également « Alloujat » qui se caractérise par ses pierres basaltiques noires. Khabab est située à égale distance de quatre grandes villes syriennes : la capitale Damas, As-Suwayda, Dara et Quneitra. Elle se trouve à 57 km au sud de Damas, et environ à 55 km au nord de Dara, dont elle dépend administrativement.
Les routes menant de Khabab à ces deux villes sont asphaltées, la première date de l’époque du mandant français et la deuxième, bien plus récente, a été construite en 1992 ; elle est appelée « l’autoroute des frontières syro-jordaniennes ». Le chemin de fer du Hedjaz traverse Khabab, qui possède une gare « Station Khabab ».
La superficie des terres agricoles est d’environ 73 000 hectares.

## Histoire
Khabab s’appelait  « Abiba », cette inscription datant de l’an 213 est gravée en langue grecque sur un mur à l’ouest de la ville. Une autre inscription datant de l’an 303 se trouve au centre de la ville. Ces deux inscriptions laissent penser que les habitants de Khabab et des environs vénéraient des dieux grecs qui s’appellent « Tika ». La première inscription pourrait être interprétée ainsi « Pour le salut et l’éternité de Notre Seigneur l’empereur Markus Sifirus, le César Antonius le vainqueur des Ennemis. Les habitants de Arizinooua et Eishfirinoua ont bâti ce sanctuaire des prairies de Abiba pour les dieux de la chance Tika à l’époque du quatrième règne de Sifirus et du deuxième règne de Balbynos ». La deuxième inscription signifierait « à l’époque du sixième règne de Dioclétien et du septième règne de Maximin, le député Aurilios Iris a bâti à ses propres frais un sanctuaire pour les dieux Tika. Abiba signifie en ancien syrien (araméen) (syriaque) « les champs d’épis verts ».
À Khabab se trouve une cathédrale, deux églises et un couvent des « sœurs de Besançon ». Au sud de la ville se trouvent l’ancienne agora et la ville historique dont les fouilles n’ont pas encore commencé alors que beaucoup de monuments et vestiges historiques sont visibles.

## Météo et conditions climatiques
Le climat de Khabab est caractéristique du climat du sud de la  Syrie ; tempéré avec des vagues de froid  durant l’hiver accompagnées de quelques précipitations et relativement chaud pendant l’été. Les saisons sont bien distinctes. L’été se caractérise par une température élevée pendant la journée avec des soirées tempérées accompagnées de brises sèches et agréables. L’automne commence avec la chute des feuilles des arbres, suivi par un hiver froid spécialement les mois entre décembre et février. Le printemps commence généralement en mars.

## Population
Le nombre d’habitants de Khabab s’élève à environ 10 000 à l’intérieur de la ville même. Ceci dépend de la saison puisqu’en été, la plupart des autochtones reviennent pour les vacances. Un nombre équivalent d’habitants se trouve éparpillé dans plusieurs villes notamment Damas. On estime à 40 000 habitants les originaires de Khabab qui ont émigré à l’extérieur de la Syrie pour des raisons liées essentiellement à la stabilisation politique de la région et la mainmise des bédouins sur leurs terres, ce qui a poussé les habitants de Khabab à chercher une meilleure vie ailleurs dans des pays divers. La grande majorité se trouve en France, aux États-Unis, au Brésil et en Australie.
Les habitants de Khabab sont chrétiens de l'Église grecque-catholique melkite dits en arabe « Roum (الروم) » ce qui signifie « les Grecs ». Des villages comme Bsir, Tebneh, Mesmiyeh et autres se trouvant dans les environs de Khabab sont de confession chrétienne de l'Église grecque-catholique melkite (Byzantins).

## La langue
La langue parlée est l’arabe avec un accent (presque un dialecte) proche du nabatéen, ce qui l’approche du dialecte jordanien.
Une partie des habitants parlent également le français. L’anglais commence à acquérir une importance notable parmi les jeunes générations. La langue liturgique reste cependant le grec ou l’arabe.

## Sources
- (ar) Khabab.net
- (ar + en + fr + zh) Syriatourism.org